# Organetto

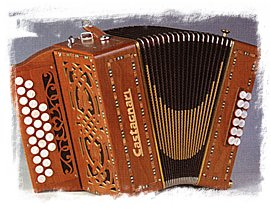
Organetto

L'organetto est un instrument de musique à vent et à clavier. C'est un petit accordéon diatonique né au XIXe siècle en Italie.
Ce mot désigne également un orgue portatif médiéval. Il n'y a pas de rapport entre les deux instruments.

## Jeu
Il est encore beaucoup joué dans la musique traditionnelle sarde, abruzzaise, calabraise ainsi que dans tout le mezzogiorno, notamment pour des valses lentes ou tarentelles.  Il a comme caractéristique de produire deux sons par touche (en tirant et en fermant le soufflet).